# Schulleistungsuntersuchung
In Schulleistungsuntersuchungen werden die Kenntnisse und Fertigkeiten von Schülern gemessen, um letztlich die Leistung der Schulen und ihre soziale Reproduktion von außerschulischen Differenzierungen (Geschlecht, soziale und ethnische Herkunft) zu evaluieren.
Große Schulleistungsuntersuchungen werden seit Ende der 1950er Jahre in internationaler Kooperation von Bildungsforschern durchgeführt (Fachbegriff: large-scale-assessments oder LSA). Viele Studien (u. a. TIMSS, PIRLS) werden von der International Association for the Evaluation of Educational Achievement koordiniert.
Einer breiteren Öffentlichkeit bekanntgeworden sind insbesondere folgende Studien:
- die TIMSS-Studie über die Mathematikleistungen in der Sekundarstufe I und II.
- die PISA-Studie zur Grundbildung („literacy“) Fünfzehnjähriger (durchgeführt 2000, bundesländerspezifische Auswertung veröffentlicht 2003).
- die IGLU-Studie (PIRLS) zur Lesekompetenz (in Deutschland zusätzliche Erhebungen zu Mathematik, Naturwissenschaften und Orthographie) Zehnjähriger (durchgeführt 2001, bundesländerspezifische Auswertung veröffentlicht 2004).

TIMSS und PISA bescheinigten dem deutschen Schulsystem schwache Leistungen insbesondere in der Sekundarstufe I, während die deutschen Grundschulen in IGLU hervorragend abschnitten. Weitere Untersuchungen von Schulleistungen wurden in der LAU-Studie und der DESI-Studie vorgenommen. In Deutschland ist das Deutsche Institut für Internationale Pädagogische Forschung (DIPF) aktiv an der Konzeption und Auswertung nationaler und internationaler Schulleistungsstudien wie der DESI-Studie, den PISA-Studien oder der PIAAC-Studie beteiligt.
In Schweden, das in internationalen Vergleichen bisher gute Plätze belegt hat, wird Evaluation systematisch von der nationalen Behörde Skolverket betrieben.

## Eigenwahrnehmung der Schüler
Die Schulleistungsuntersuchungen können durchaus von der Selbsteinschätzung der Schüler differieren. Laut World Vision Kinderstudie empfinden 65 Prozent der Mädchen zwischen sechs und elf Jahren ihre Schulleistungen als „gut“ oder „sehr gut“. Bei den Jungen sind es nur 59 Prozent.